# X 2720
 (juillet 2018).
Ne doit pas être confondu avec X 2700 ou X 2770.
Les X 2720 sont des rames à grand parcours à un seul moteur baptisées RGP1 et plus puissantes que les RGP2 de la série X 2700.

## Description
Grâce au moteur SACM/MGO de 825 ch dont elles sont équipées, la vitesse est portée à 140 km/h.
Dérivés des RGP 2 X 2700 sur le plan structurel et des X 2800 pour la partie mécanique, les ensembles ferroviaires monomoteurs dits Rame à grand parcours RGP 1 ont comporté deux variantes
- une série en livrée vert et crème (X 2720) utilisée, comme les RGP 2 pour des trains du service intérieur.
- une série, en livrée TEE rouge carmin et crème (X 2770), ne comportant que des premières classes et utilisées à l'origine sur des trains Trans Europ Express en France et à l'étranger.

Entre 1985 et 1991, les RGP1 furent modernisées avec, entre autres, la modification de leur face avant plate et renforcée, nouvelles cabines de conduite et aménagements de type Z2 ; elles revêtirent progressivement des couleurs gris clair avec bandeaux jaune, bleu ou rouge en fonction des livrées TER choisies par les régions.

## Rames conservées
- X 2723 : Mis à disposition avec une convention par la SNCF au Train Touristique d'Étretat - Pays de Caux.
- X 2725 et 2726 : en gare de Bort-les-Orgues. Loués par la SNCF à l'association CFHA (Chemins de fer de la Haute-Auvergne) pour la circulation du Gentiane express.
- X 2731 : Mis à disposition avec une convention par la SNCF à l'association « Viaduc 07 » en Ardèche puis démoli à Culoz en 2018.

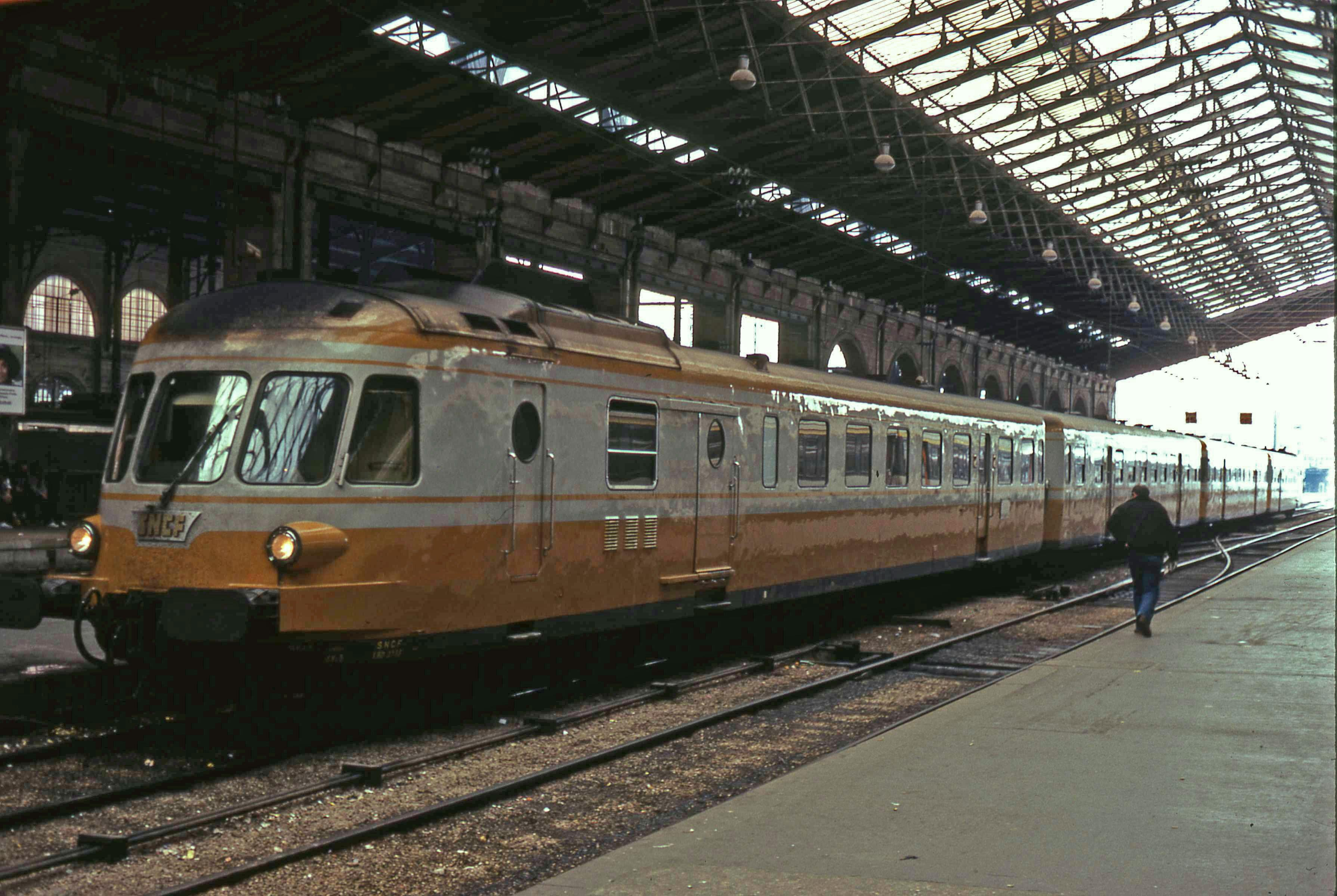
Rame à Paris-Nord.

## Modélisme
Les X 2720 ont été reproduits à l'échelle HO (en 2 éléments) par Roco en versions bordeaux et crème et "Lézards verts" vert clair et crème (X 2720, X 2722, X 2728, X 2732, X 2733, X 2771, X 2772, X 2778, X 2780, X 2781).
Aussi à l'échelle HO en vert et crème (Lézard vert) par Lima X 2725 en 2 ou 3 éléments.
Également le X2700 à l'échelle HO en livrée orange et argent et livrée vert et crème chez Hornby-Jouef .